# Ousmane Camara (Fußballspieler, November 2001)
Ousmane Camara (* 3. November 2001 in Conakry) ist ein guineischer Fußballspieler, der aktuell bei der CD Castellón unter Vertrag steht.

## Karriere
Camara begann 2018 bei der AJ Auxerre in der Jugend zu spielen. Ab Februar 2019 kam er dort auch für die zweite Mannschaft zum Einsatz und schoss dort schon früh seine ersten Tore. In der Saison 2018/19 war er es nur ein Spiel, in dem er in der fünften Liga zum Einsatz kam. In der Saison darauf schoss er in sieben Spielen schon zwei Tore und 2020/21 spielte seine Mannschaft dann in der National 2, der vierten französischen Spielklasse, aber Camara spielte nur einmal. In der darauf folgenden Saison 2021/22 schoss er dann in 24 Partien ganze zehn Tore. Nachdem er in der Saison 2022/23 zu Beginn der Spielzeit zehn Tore in 14 Partien schoss, erhielt er einen Profivertrag bei dem Aufsteiger in der Ligue 1. Am 28. Dezember 2022 (16. Spieltag) wurde er bei der 2:3-Niederlage gegen die AS Monaco spät eingewechselt und gab somit sein Profidebüt in der Ligue 1.

## Erfolge
AJ Auxerre B
- Meister der National 3 und Aufstieg in die National 2: 2020